# Sandökenlärka
Sandökenlärka (Ammomanes cinctura) är en ökenlevande tätting i familjen lärkor som förekommer från Nordafrika österut till Pakistan. Arten minskar i antal men beståndet anses vara livskraftigt.

## Utseende och läten
Sandökenlärkan är med en kroppslängd på 13–14 centimeter en relativt liten lärka. Den liknar stenökenlärkan med enfärgat sandbrun ovan, men är tydligt mindre och knubbigare med rundare huvud och kortare näbb. Den ljust rödbruna stjärten har ett distinkt svart ändband, tertialerna är rosttonade (hos stenökenlärkan mörkt gråbruna) och svartspetsade yttre handpennor.

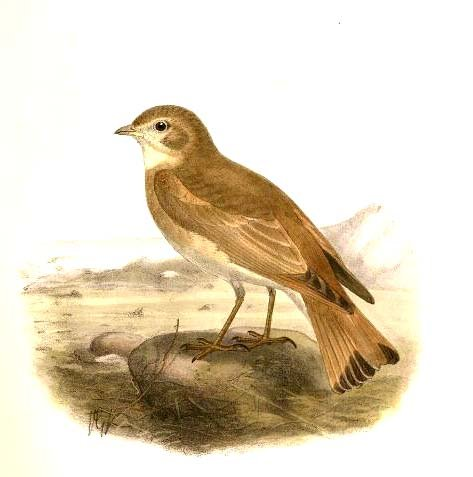

Sången är ett karakteristiskt upprepat och taktfast gnisslande läte, att likna vid ljudet från en rostig pump. Den lockar likt stenökenlärkan med pressade tjerr eller nasala tjypp. Ett arteget läte är ett bschy.

## Utbredning och systematik
Sandökenlärka delas in i tre underarter med följande utbredning:
- A. c. cinctura – förekommer på Kap Verde-öarna
- A. c. arenicolor – förekommer i ökenområden från norra Afrika till Sinaihalvön och Arabien
- A. c. zarudnyi – förekommer i ökenområden från Iran till södra Afghanistan och södra Pakistan

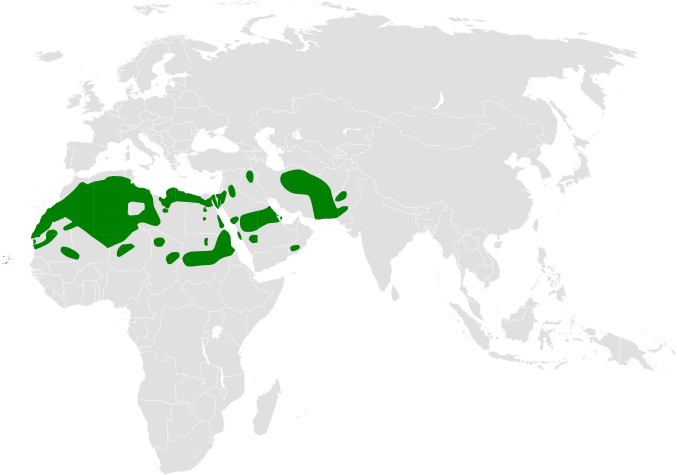
Sandökenlärkans världsutbredning.

Arten är en mycket sällsynt gäst i Europa med fynd i Kanarieöarna, på spanska fastlandet, i Frankrike, på Malta samt på Cypern.

## Levnadssätt
Till skillnad från stenökenlärkan återfinns sandökenlärkan som namnet avslöjar i platt och sandig öken eller halvöken, alltså inte i bergig och stenig terräng. Arten är flocklevande utom under häckningen och ses rastlöst löpa fram i öknen med endast blinksnabba stopp, som en liten vadare. Den livnär sig främst av frön, i mindre omfattning växtdelar och insekter.

### Häckning
Äggläggning är korrelerad till regnperiod, varför den varierar geografiskt: januari till april i Nordafrika, september till juni i Kap Verdeöarna och mestadels från mitten av mars till mitten av april i Mellanöstern. Honan bygger boet och det är okänt om hanen bidrar. Boet är en grund fördjupning på marken under en klippa eller bredvid en sten, fodrad med vegetation och med en liten vall av småsten. Däri lägger honan oftast två till fyra ägg som ruvas av båda könen i tolv till 14 dagar, lämnar boet vid elva dagars ålder och blir flygga efter 13–15 dagar.

## Status och hot
Arten har ett stort utbredningsområde, men tros minska i antal, dock inte tillräckligt kraftigt för att den ska betraktas som hotad. IUCN kategoriserar därför arten som livskraftig (LC). Världspopulationen har inte uppskattats men den beskrivs som generellt vanlig, dock ovanlig i Jordanien och mycket vanlig i centrala Saudiarabien.